# Kyogen

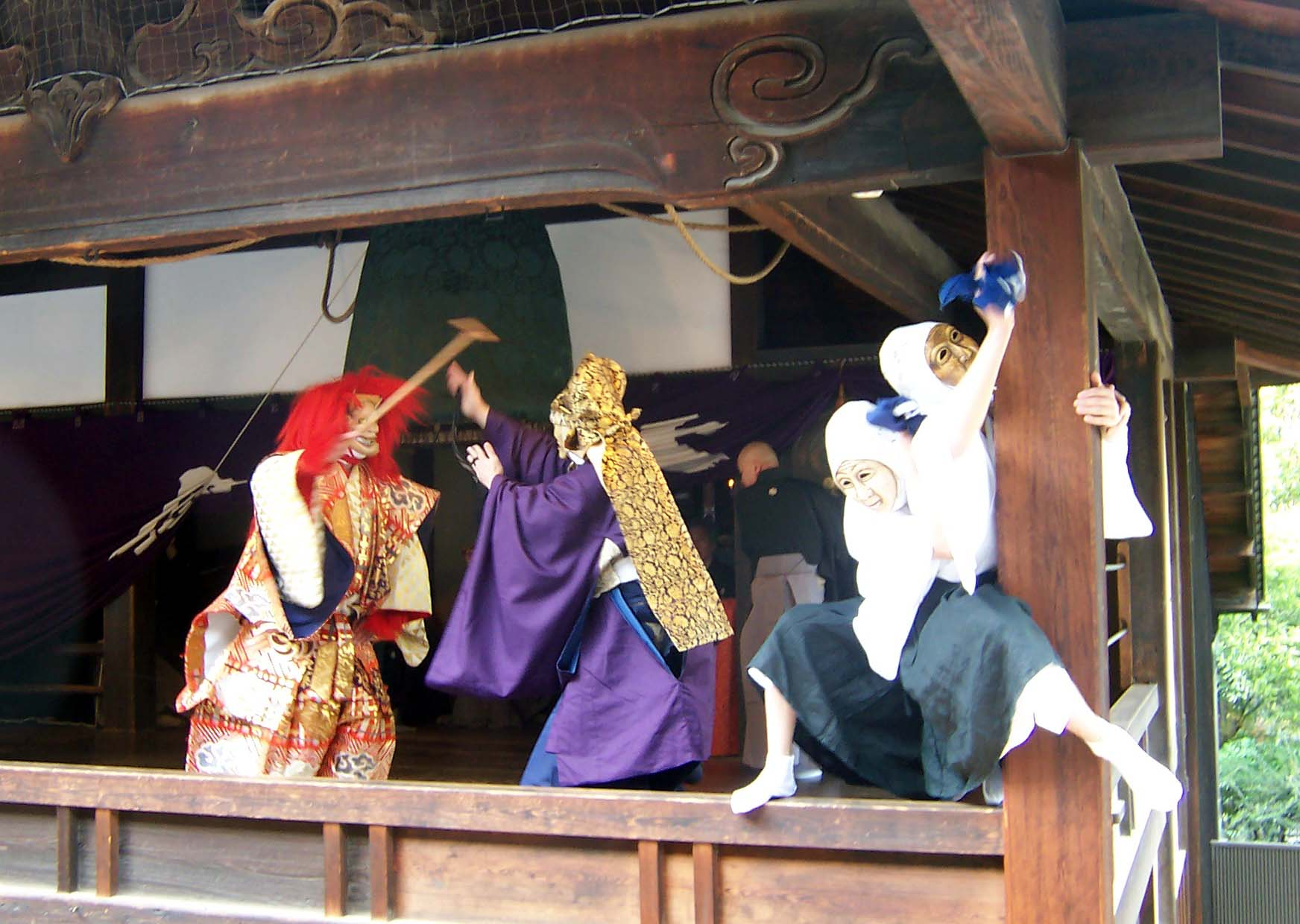
Kyogen

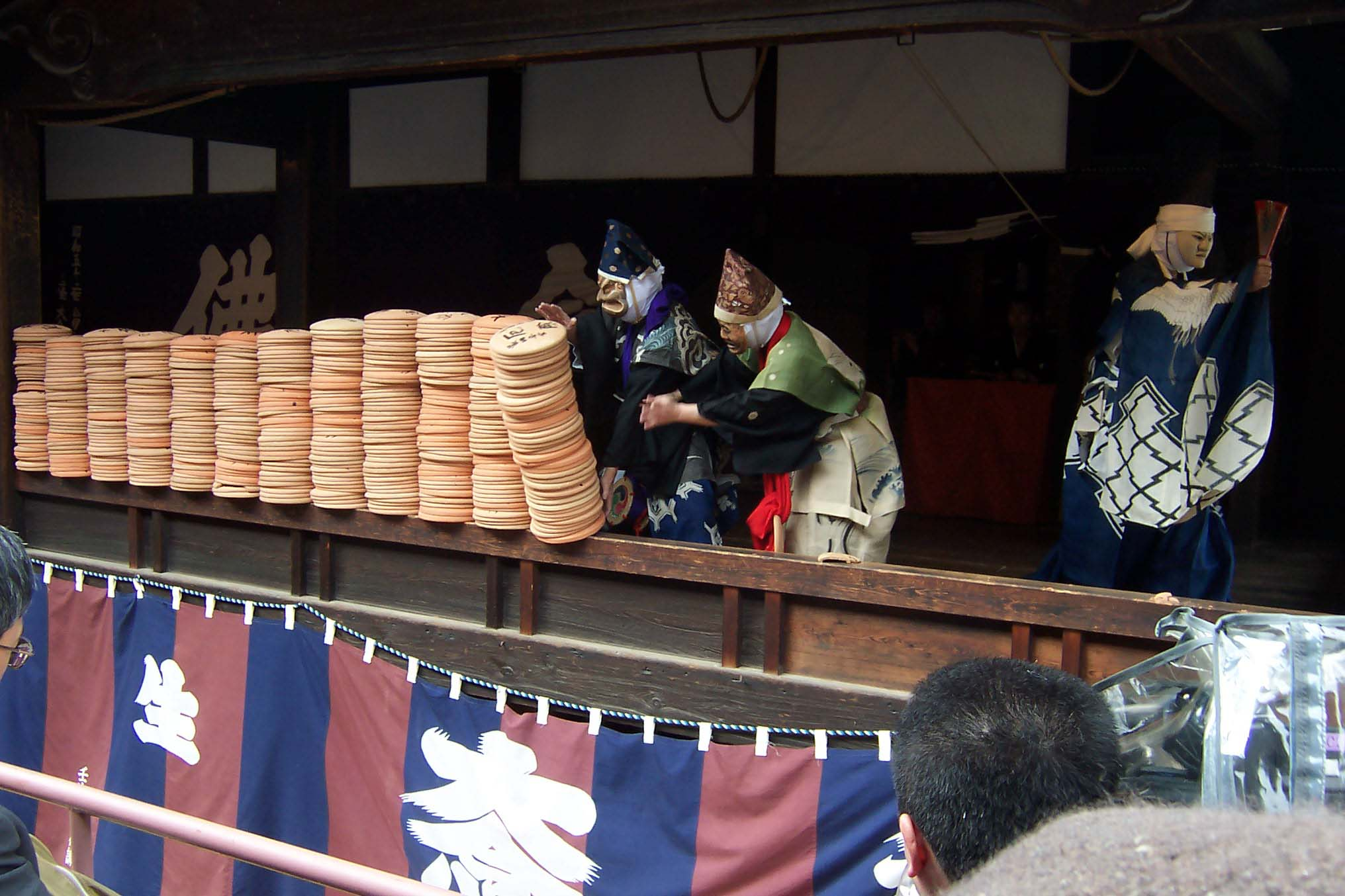
Kyogen

Kyogen (Japans: 狂言, kyōgen; wilde spraak, gekke woorden) is een Japanse vorm van theater; er worden poppen gebruikt.
Samen met no maakt kyogen deel uit van het nogaku-theater. Nogaku ontstond in de moderne vorm in de veertiende eeuw. De teksten van nogaku stammen uit de mondelinge traditie van de twaalfde tot zestiende eeuw.
Kyogen werd opgevoerd tussen de bedrijven van no en diende er vooral toe het publiek te laten lachen. Tegenwoordig wordt kyogen ook afzonderlijk opgevoerd. Kyogen had grote invloed op het kabuki-theater. Enkele stukken zijn parodieën op boeddhistische of shintoïstische rituelen. Andere stukken handelen over volksverhalen en sprookjes.
Net zoals bij no en kabuki zijn er alleen mannelijke acteurs; vaak zijn er maar twee of drie rollen in een theaterstuk. Bewegingen worden sterk overdreven, zodat het theater gemakkelijk te volgen is. Er zijn elementen van slapstick en satire aanwezig.
Kyogen wordt begeleid door muziek, vaak fluit, drum en gong. Toch speelt de dialoog een grotere rol dan muziek of dans.
Sinds 2001 staat nogaku vermeld op de Lijst van Meesterwerken van het Orale en Immateriële Erfgoed van de Mensheid.